# الدوري الألماني الشرقي 1966–67
الدوري الألماني الشرقي 1966–67 هو الموسم 20 من الدوري الألماني الشرقي. أقيم خلال الفترة 6 أغسطس 1966 وحتى 13 مايو 1967، وأشرف على تنظيمه الاتحاد الأوروبي لكرة القدم، وكان عدد الأندية المشاركة فيه 14، وفاز فيه كيمنتزر.